# 1830 dans les chemins de fer
chronologie des chemins de fer
1829 dans les chemins de fer - 1830 - 1831 dans les chemins de fer

## Évènements

15 septembre : inauguration de la ligne ferroviaire Liverpool-Manchester

- États-Unis, développement rapide des bogies à partir de 1830.

### Juin
- 28 juin : le tronçon de seize kilomètres de la ligne de chemin de fer Givors-Grand-Croix est ouvert au public.

### Septembre
- 13 septembre, Royaume-Uni : inauguration du Liverpool and Manchester Railway
- 15 septembre, Royaume-Uni : ouverture au service commercial du Liverpool and Manchester Railway

## Naissances
- x

## Décès
- x

## Statistiques
- France continentale : 38 km de voies ferrées, chemins de fer d'intérêt général et local, chemins de fer industriels et tramways, sont en exploitation[1].

## Autres
- Le jeu vidéo 1830: Railroads and Robber Barons, adapté du jeu de société du même nom, est un jeu de simulation économique ayant pour cadre le réseau ferroviaire des États-Unis en 1830.